# 큰부리고래속
부리고래속(Berardius)은 부리고래과에 속하는 고래 속의 하나이다. 남반구에 서식하는 아르누부리고래와 북반구에 사는 망치고래의 2종으로 이루어져 있다. 이 2종은 부리고래과 고래 중에서 가장 크며, 이빨고래 전체에서는 향고래 다음으로 크기도 비슷하고, 겉모습도 매우 비슷하다. 그래서 일부 동물학자는 같은 종이 변이를 일으켜 다른 종으로 갈라졌다는 설을 주장하고 있다.

## 하위 종
- 아르누부리고래 (Berardius arnuxii)
- 큰부리고래 또는 망치고래 (Berardius bairdii)
- 사토부리고래(Berardius minimus)

## 같이 보기
- 고래류의 종 목록